# 黔中道
黔中道，是唐朝的一个道。唐玄宗开元二十一年（733年），分江南道为江南东道、江南西道和黔中道。治所黔州，辖境包含今四川东南部、贵州东北部等地区，贵州其他部分是唐朝的羁縻州县。宋朝隶属夔州路。

## 所辖州
- 黔州：辖彭水、石城、洪杜、盈川、信宁、都濡县
- 辰州：辖沅陵、卢溪、溆浦、麻阳、辰溪县
- 锦州：辖卢阳县、招谕、渭阳、万安、洛浦县
- 施州：辖清江县、建始县
- 巫州：辖龙标、朗溪、潭阳县
- 业州：辖峨山、渭溪县
- 思州：辖務川、思邛、思王縣
- 夷州：辖绥阳、都上、义泉、洋川、宁夷县
- 播州：辖遵义、芙蓉、带水
- 费州：辖涪川、多田、扶阳、城乐县
- 充州：辖平蛮、韶明、东陵、东停、梓姜、辰水县
- 南州：辖南川、三溪县
- 溪州：辖大乡、三亭县
- 溱州：辖荣懿县、扶欢县
- 珍州：辖夜郎县、丽皋县、乐源县